# TNA Impact!
TNA Impact! (estilizado como TNA iMPACT!) é um programa de televisão de luta livre profissional produzido pela promoção americana Total Nonstop Action Wrestling (TNA) que estreou em 4 de junho de 2004. A série atualmente é exibida na AXS TV nos Estados Unidos, de propriedade da empresa-mãe Anthem Sports & Entertainment.

## História

### Fox Sports Net e Webcasts (2004–2005)
Em maio de 2004, a TNA anunciou que havia negociado um acordo de televisão com a Fox Sports Net (FSN), onde obteriam um horário de uma hora às sextas-feiras na maioria dos mercados, colocando a TNA em cabo e satélite irrestritos pela primeira vez. A TNA começou a gravar uma nova série semanal naquele mês, TNA Impact!, com o primeiro episódio estreando em 4 de junho de 2004.
Após 51 shows, o contrato da TNA com a FSN expirou em maio de 2005 e não foi renegociado, com o último episódio do Impact! ao ar em 27 de maio de 2005. Impact! continuou a ir ao ar em certas redes regionais no lugar do Xplosion. Em 1º de julho, a TNA começou a oferecer novos episódios através de seu site, primeiro usando downloads BitTorrent, depois transmitindo através do RealPlayer. Para economizar nos custos de produção, quatro horas de show foram gravadas em um dia e disponibilizadas ao longo do mês subsequente.

### A era Spike TV (2005–2014)
Buscando um canal de televisão mais lucrativo, a TNA negociou um horário de sábado à noite com a Spike TV (agora conhecida como Paramount Network) e começou a transmitir o Impact! em 1 de outubro de 2005, cinco dias após a ida do WWE Raw para a USA Network, que re-estreou dois dias depois. Dois episódios foram gravados a cada duas terças-feiras, sendo exibidos no sábado seguinte. Os contratos de sindicação da TNA para o programa em canais de televisão locais, após o contrato da FSN, foram convertidos em contratos para seu programa sindicado, TNA Xplosion. Eles não estavam mais pagando pelo horário, embora a Spike controlasse sua receita de publicidade. Devido ao crescimento da audiência, o Impact! foi transferido para quintas-feiras em abril de 2006, e mais tarde para um horário nobre anterior em novembro. Neste momento as gravações foram transferidas de terças para segundas-feiras. Em junho de 2006, os episódios ficaram disponíveis na iTunes Store, embora tenham sido removidos.

#### Expansão para duas horas (2007–2010)
Devido ao crescimento ainda maior da audiência, Impact! foi ampliado para duas horas em 4 de outubro de 2007, ainda começando no mesmo horário das 21h. Em 17 de janeiro de 2008, Spike apresentou um evento intitulado "Global Impact!", que contou com lutadores da TNA em lutas contra talentos da New Japan Pro-Wrestling e em 27 de março de 2008, Impact! foi ao ar ao vivo pela primeira vez na história do programa em seu horário regular. Anunciado em um comunicado no TNAwrestling.com em 2 de abril de 2008, TNA chegou a um acordo para que o show fosse ao ar na Austrália a partir de 5 de abril. Até então, eles só transmitiam seus eventos mensais pay-per-view no Main Event na Austrália.. O contrato expirou em março de 2011 e não foi renovado, no entanto, em maio de 2011, o programa foi escolhido pela Australian Network FuelTV, que começou a ser exibida todos os sábados às 20h30, começando em 11 de junho. Em 23 de outubro de 2008, a TNA exibiu seu primeiro Impact! filmado fora da Zona do Impact! em Orlando, Flórida. Foi transmitido do The Joint no Hard Rock Hotel and Casino em Las Vegas, Nevada. A TNA também fez a transição para HD para esta transmissão e anunciou que todos os episódios futuros seriam transmitidos em alta definição.

#### Mudança para as segundas-feiras (2010)
Em 4 de janeiro de 2010, o show foi frente a frente pela primeira vez com a promoção rival da TNA, o principal show da WWE, Raw. Esta seria a primeira vez desde março de 2001 que duas grandes promoções de luta livre se enfrentaram em uma competição de audiência na segunda-feira à noite. A TNA anunciou a estreia de Hulk Hogan e seu retorno ao wrestling profissional, enquanto a WWE promoveu o retorno de Bret Hart ao Raw, que fez sua última aparição em novembro de 1997 antes do Montreal Screwjob. Nesta noite, Impact! foi assistido por mais de 3 milhões de espectadores na hora de abertura, no final do show, a audiência caiu para 2,2 milhões de espectadores, esta foi a maior audiência na história do programa; Raw foi assistido por 5,6 milhões de espectadores, o maior desde agosto de 2009.
Impact! foi movido permanentemente para as noites de segunda-feira em 8 de março de 2010. O programa iria ao ar ao vivo quinzenalmente e seria gravado na semana seguinte. Na edição de 8 de março, Impact! estreou sua nova música tema. Começando com o show de 12 de abril de 2010, Impact! foi ao ar às 20hrs na Spike TV. Essa mudança foi feita como resultado do aumento nas classificações do programa de 29 de março de 2010 (que foi ao ar às 21h do leste) e do programa de 5 de abril de 2010 (que foi ao ar às 20h do leste). O Impact! final de segunda-feira obteve uma classificação de 0,8 e foi transferido de volta para as noites de quinta-feira, a razão para o retorno às quintas-feiras foi devido aos números reduzidos de audiência de televisão às segundas-feiras.

#### Retorno às noites de quinta-feira (2010–2011)
O show voltou às noites de quinta-feira, 13 de maio de 2010. Comentando sobre a mudança no site da TNA, Brian J. Diamond (Vice-Presidente Sênior de Esportes e Especiais da Spike TV) disse: "Os fãs falaram e com sua opinião, determinamos o melhor horário para maximizar a audiência da TNA. Noites de quinta-feira em que estamos confiantes de que estará entre os programas mais assistidos com homens jovens". No mesmo anúncio, a presidente da TNA, Dixie Carter, disse: "Nossos fãs deixaram claro que preferiam o período de quinta-feira à noite. Mudando para as quintas-feiras, esta é uma oportunidade ganha/ganha tanto para a TNA quanto para os fãs.  Estamos ansiosos para entregar o que os fãs estão pedindo".
Em 24 de junho de 2010, a Spike TV expandiu “TNA Thursdays” para três horas com a adição da TNA Reaction (estilizado como TNA ReAction ou, alternativamente, como TNA ReACTION), que se tornou uma série documental regular de uma hora imediatamente anterior ao TNA iMPACT! das 20h00 às 21h00. ReAction focou nas histórias e personagens da TNA Wrestling e apresentou o próximo episódio de TNA iMPACT! TNA Impact! também foi renomeado como Thursday Night Impact devido ao seu retorno às quintas-feiras. A presidente da TNA Wrestling, Dixie Carter, anunciou em 13 de janeiro de 2011, que em 24 de fevereiro de 2011, a TNA realizaria as gravações do Impact! no Crown Coliseum em Fayetteville, Carolina do Norte.

#### Renomeação paraImpact Wrestling(2011–2014)

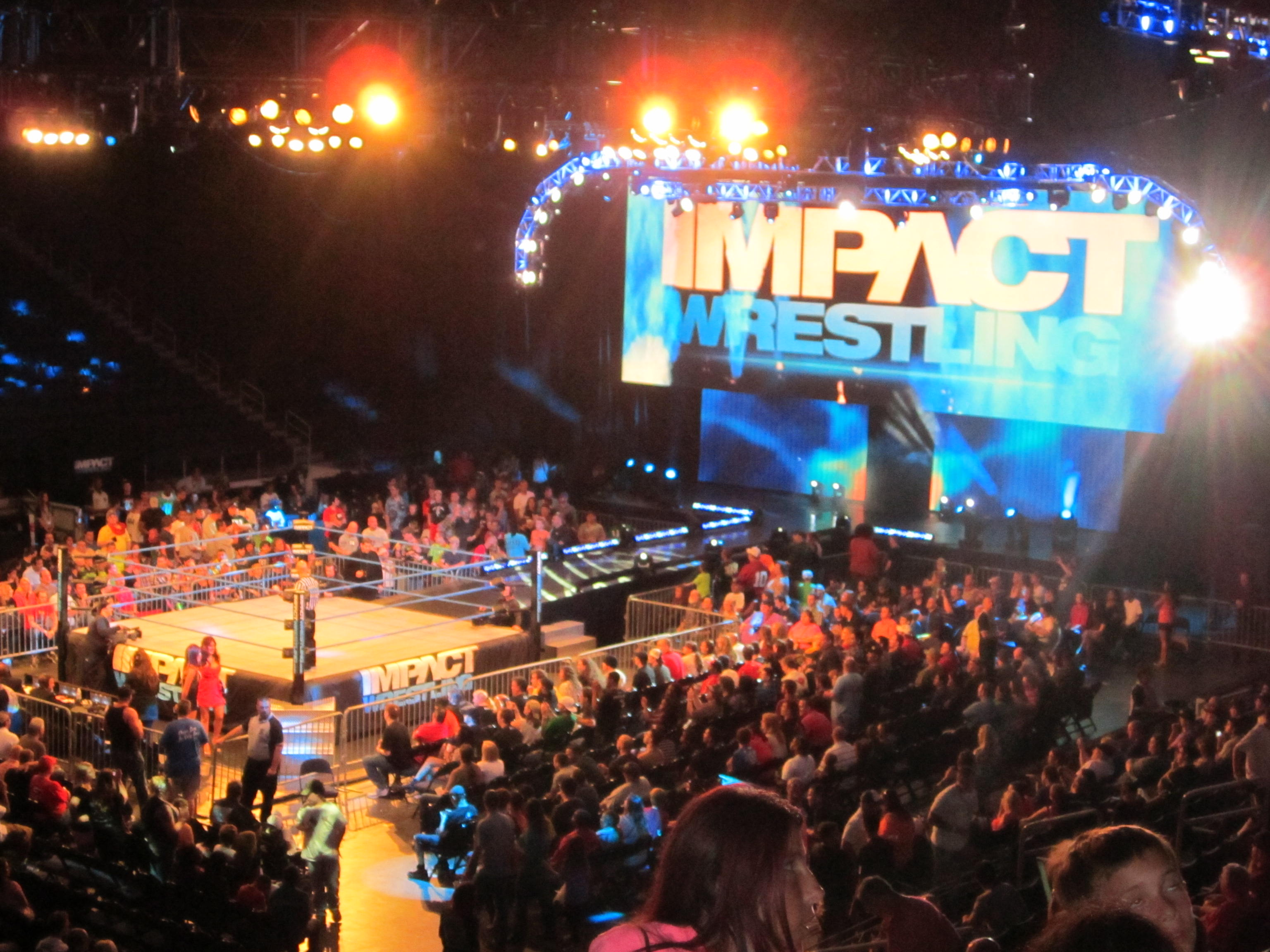
Cenário do Impact Wrestling utilizado entre 2013 e 2014

Em 3 de maio de 2011, durante as gravações do episódio de 12 de maio do TNA Impact, o programa mudaria seu nome para Impact Wrestling e adotaria o slogan "Where Wrestling Matters". O esquema de cores do programa mudaria de vermelho e preto para azul, branco e cinza, enquanto o URL do site da TNA também foi alterado para impactwrestling.com. Em 11 de julho de 2011, foi anunciado que a TNA realizaria gravações do Impact Wrestling em 25 de agosto no Von Braun Center em Huntsville, Alabama, em 21 de setembro no Knoxville Coliseum em Knoxville, Tennessee, e em 26 de outubro no Macon Coliseum em Macon, Geórgia. Em 6 de janeiro de 2012, a TNA anunciou que as primeiras gravações internacionais do Impact Wrestling aconteceriam em 28 de janeiro na Wembley Arena em Londres, Inglaterra.
Em 17 de maio de 2012, a TNA anunciou que o Impact Wrestling iria ao ar ao vivo durante o verão de 2012, começando em 31 de maio, quando o show mudou para um novo horário às 20hrs. A programação ao vivo foi posteriormente estendida primeiro até setembro, e depois pelo resto de 2012. Em 31 de janeiro de 2013, a TNA anunciou que começaria a gravar o Impact de diferentes locais nos Estados Unidos a partir de 14 de março de 2013, no Sears Center em Chicago. A TNA rescindiu oficialmente seu contrato com o Universal Studios Orlando Florida no final de março de 2013 e deixou o Impact Wrestling Zone.
Em 24 de outubro de 2013, a TNA anunciou que retornará ao Universal Studios em Orlando, Flórida, em 21 de novembro de 2013 devido ao alto custo de produção na estrada. As gravações seriam filmadas do estúdio 19, em vez da Impact Zone original no estúdio 21, mas ainda haverá gravações selecionadas na estrada de tempos em tempos, como o especial Genesis Impact Wrestling em 16 e 23 de janeiro de 2014 no Centro Von Braun em Huntsville, Alabama. A TNA também anunciou uma nova iniciativa de programação chamada IMPACT365 - Where Action Never Ends, na qual as câmeras fornecem acesso sem precedentes às vidas dos lutadores da TNA. Isso tem sido usado para fazer anúncios para os próximos shows e para iniciar novas histórias.
Em 30 de janeiro de 2014, pela primeira vez, o Impact Wrestling foi transmitido ao vivo no Reino Unido no Challenge antes de ir ao ar nos EUA. O show aconteceu no The Hydro em Glasgow, Escócia. A TNA anunciou que eles vão mudar de palco no Universal Studios Florida novamente começando com a transmissão ao vivo do Impact Wrestling em 13 de março de 2014. O novo palco sonoro será o palco 20. Palco de som 19 e 20 foram apenas locais temporários para gravações do Impact Wrestling. Desde 10 de junho de 2014, a TNA gravou o Impact Wrestling do The Sands Casino Event Center em Bethlehem, Pensilvânia e do Grand Ballroom do Manhattan Center em Nova York. Em 17 de julho de 2014, após uma pesquisa feita no site Impact Wrestling, a TNA trouxe de volta o ringue de seis lados permanentemente.

#### Meses finais na Spike TV (julho – dezembro de 2014)
Em 28 de julho de 2014, o TMZ informou que a Spike não renovaria o contrato da TNA, que expiraria em setembro. A decisão teria sido desencadeada pela decisão da TNA de trazer o escritor Vince Russo de volta à empresa como consultor. No entanto, Mike Johnson do PW Insider, que revelou pela primeira vez que Russo estava trabalhando para a TNA, insiste que seu envolvimento não teve nada a ver com o cancelamento. A presidente da TNA, Dixie Carter, e Spike posteriormente divulgaram declarações independentes alegando que as negociações estavam em andamento. Em 14 de agosto, Carter anunciou que o Impact Wrestling mudaria para as noites de quarta-feira e em 20 de agosto anunciou que o Impact Wrestling continuaria na Spike pelo resto de 2014, acrescentando que as negociações ainda estavam em andamento. O porta-voz da Spike, David Schwarz, disse ao The Christian Post que o aumento da competição de outros programas esportivos levou à mudança das noites de quinta-feira. O show deixou de exibir novos eventos televisionados após a edição de 19 de novembro do Impact Wrestling, com os episódios finais de 2014 sendo dedicados aos shows de clipes Best of TNA, antes de retomar os eventos em 7 de janeiro de 2015 com um show ao vivo do Grand Ballroom do The Manhattan Center. Na cidade de Nova York. O último episódio do Impact Wrestling transmitido pela Spike foi ao ar em 24 de dezembro de 2014.

### Pós-Spike TV (2015–2017)
Em 19 de novembro de 2014, a TNA anunciou que havia chegado a um acordo com a Discovery Communications para mover sua programação, incluindo Impact Wrestling, para Destination America em janeiro de 2015. Depois de estrear na quarta-feira, 7 de janeiro, o Impact Wrestling mudou permanente às sextas-feiras em 16 de janeiro.
Junto com a mudança para o Destination America, o show ganhou um novo logotipo, pacote gráfico, música tema e palco. O ex-funcionário da WWE Josh Mathews também foi adicionado à equipe de comentários. Uma nova série semanal apresentada por Mike Tenay, Impact Wrestling: Unlocked, estreou no sábado, 17 de janeiro e TNA Wrestling's Greatest Matches, uma série com as melhores lutas da história da empresa, estreou nos EUA no sábado, 10 de janeiro. Depois de mudar de horário várias vezes, ambos os shows foram cancelados em maio.
Também em maio, Dave Meltzer do Wrestling Observer Newsletter informou que a Destination America havia decidido cancelar o Impact Wrestling no final de setembro de 2015.  A TNA negou veementemente a notícia, afirmando: "Estas declarações falsas constituem difamação e se necessário vamos buscar todos os recursos legais disponíveis para nós." Na semana seguinte, a Destination America anunciou que tinha assinado um acordo de 26 semanas com a Ring of Honor para exibir o Ring of Honor Wrestling uma hora antes do Impact a partir de 3 de junho. O Impact Wrestling posteriormente começou a ser exibido às quartas-feiras a partir de junho.
Em 3 de junho, D'Angelo Dinero se juntou oficialmente a Josh Mathews como comentarista do Impact Wrestling. Em uma entrevista em setembro com a Sports Illustrated, Dixie Carter indicou que o programa permaneceria na Destination America só até o resto do ano que terminou em 16 de dezembro de 2015.
Em 19 de novembro de 2015, foi anunciado que o Impact Wrestling iria ao ar nas noites de terça-feira no Pop a partir de 5 de janeiro de 2016. Com a mudança do show para o Pop, o Impact Wrestling recebeu uma nova música tema ("Roustabout" de Billy Corgan do The Smashing Pumpkins) e um novo palco. O Impact Wrestling mudou-se para a noite de quinta-feira a partir de 21 de julho de 2016, para evitar ir ao ar diretamente em frente ao WWE SmackDown, que passou para as terças-feiras.

### Era Anthem (2017–presente)
Em 2017, a TNA foi adquirida pela Anthem Sports & Entertainment e posteriormente renomeada como "Impact Wrestling" em março. Assim, a promoção e a série de televisão começariam a compartilhar o mesmo nome. Em 4 de julho de 2017, após a empresa ser brevemente renomeada como Global Force Wrestling (GFW), o nome do programa foi alterado para GFW Impact! (ou simplesmente, Impact!). A marca GFW seria abandonada em outubro daquele ano, após a saída de Jeff Jarrett e o subsequente cancelamento da fusão com a Impact Wrestling.
Em outubro de 2018, Impact! movido para 22:00hrs nas noites de quinta-feira.
Em janeiro de 2019, durante o Homecoming, foi anunciado que a transmissão do Impact! nos EUA passaria para o Pursuit Channel. O canal é parcialmente de propriedade da Anthem, com sua participação acionária comprada em 2013, mas observou-se que tem uma base de assinantes significativamente menor do que a Pop; Impact! estrearia em Pursuit em 11 de janeiro de 2019 para uma média de 12.500 espectadores. Para compensar, a Impact Wrestling expandiu seu acordo anterior com a Twitch para transmitir simultaneamente o Impact! online, começando com a estreia do Pursuit Channel em 11 de janeiro.
Em 9 de setembro de 2019, a Anthem comprou uma participação majoritária na AXS TV. Pouco tempo depois, foi anunciado que o Impact! passará para o AXS no mês seguinte, após o Bound for Glory em 20 de outubro de 2019, e continuará a transmitir simultaneamente no canal Twitch da empresa. Mais tarde, foi anunciado que o show passaria para as noites de terça-feira, com o Impact! estreando em 29 de outubro de 2019.
Devido a pandemia do COVID-19, todas as gravações do Impacto! foram realizadas a portas fechadas no Skyway Studios em Nashville, Tennessee, começando em abril de 2020 com o especial Rebellion em duas partes, que foi gravado de 8 a 10 de abril e transmitido de 21 a 28 de abril. Começando com Hard to Kill em 16 de janeiro de 2021, até Slammiversary em 17 de julho de 2021, os ruídos da multidão foram canalizados para a programação do Impact Wrestling.
Em fevereiro de 2021, o Impact Wrestling anunciou o lançamento de um novo pré-show de uma hora, Before the Impact (abreviado como BTI), que estreou em 16 de fevereiro na AXS TV nos EUA. do episódio seguinte, e uma partida exclusiva. O BTI substituiria o Xplosion, que foi cancelado em março de 2021. Os dois shows se cruzariam nos episódios de 3 de junho, quando Josh Alexander enfrentou TJ Perkins pelo Campeonato da Divisão X na primeira luta Iron Man de 60 minutos do Impact Wrestling. A luta começou no BTI e terminou nos minutos iniciais do Impact!.
Em 25 de março de 2021, foi anunciado que o Impact! voltará para as noites de quinta-feira, a partir de 8 de abril de 2021.
Em 4 de agosto de 2021, o Impact Wrestling lançou um novo programa de assinatura do YouTube chamado "Impact Wrestling Insiders". Posteriormente, foi anunciado que a promoção havia encerrado sua parceria com a Twitch; sendo transmissão final do Impact! foi ao ar em 29 de julho.

## Histórico de Transmissão
Impact! originalmente estreou na Fox Sports Net, onde permaneceu até maio de 2005. O programa começou a transmitir episódios via distribuição em mercados limitados na Urban America Television (substituindo o programa sindicalizado Xplosion) e na Internet entre 24 de junho e 16 de setembro de 2005.
A empresa acabaria por garantir um acordo com a Spike TV, com o primeiro episódio sendo exibido em 1º de outubro de 2005. Impact! começou a transmitir episódios nas noites de sábado, antes de passar para as noites de quinta-feira em abril de 2006. O programa mudaria brevemente para as noites de segunda-feira em 2010 antes de retornar às quintas-feiras na primavera de 2010, onde permaneceu até 2014.
Em 2015, o programa mudou-se para o Destination America, inicialmente exibido nas noites de sexta-feira, antes de voltar para as noites de quarta-feira em 3 de junho de 2015, até sua transmissão final em 16 de dezembro de 2015.
De 5 de janeiro de 2016 a 4 de janeiro de 2019, Impact! foi ao ar semanalmente no Pop, com o show voltando para as noites de quinta-feira em 21 de julho de 2016.
Em 11 de janeiro de 2019, Impact! mudou-se para as noites de sexta-feira no Pursuit Channel e no Twitch; O Impact seria transmitido simultaneamente na Twitch até o episódio de 29 de julho de 2021. Em 15 de janeiro de 2020, o canal Twitch do Impact foi banido depois que um segmento sexualmente implícito envolvendo Rob Van Dam foi ao ar durante o episódio daquela semana; a proibição seria suspensa em 22 de janeiro.
A partir de 29 de outubro de 2019, Impact! mudou-se para as noites de terça-feira na AXS TV. Em 25 de março de 2021, o Impact Wrestling anunciou em seu site e contas de mídia social que o Impact! voltaria para as noites de quinta-feira a partir de 8 de abril.

### Ratings
| Canal (exibição)                          | Anos         | Classificação média                           |
| ----------------------------------------- | ------------ | --------------------------------------------- |
| FSN (Sex. 15:00)                          | 2004–05      | 0.3                                           |
| FSN (Sex. 16:00)                          | 2005         | 0.3                                           |
| Spike TV (Sab. 23:00)                     | 2005–06      | 0.7                                           |
| Spike (Qui. 23:00)                        | 2006         | 0.9                                           |
| Spike (Qui. 21:00)                        | 2006–07      | 1.0                                           |
| Spike (Qui. 21:00; 2 horas)               | 2007–10      | 1.2                                           |
| Spike (Seg. 21:00; 2 horas)               | 2010         | 0.7                                           |
| Spike (Seg. 20:00; 2 horas)               | 2010         | 0.9                                           |
| Spike (Qui. 21:00; 2 horas)               | 2010–12      | 1.1                                           |
| Spike (Qui. 20:00; 2 horas)               | 2012–13      | 1.0                                           |
| Spike (Qui. 21:00; 2 horas)               | 2013 — 2014  | 1.0                                           |
| Spike (Qua. 21:00; 2 horas)               | 2014         | 0.8                                           |
| Destination America (Sex. 21:00; 2 horas) | 2015         | 350.000                                       |
| Destination America (Qua. 21:00; 2 horas) | 2015         | 275.000                                       |
| Destination America (Qua. 23:00; 2 horas) | 2015         | 155.000                                       |
| Pop (Ter. 21:00; 2 horas)                 | 2016–        | N/A                                           |
| Pop (Ter. 21:00; 2 horas)                 | 2018–2019    |                                               |
| Pursuit Channel (Fri 10pm: 2hrs)          | 2019         |                                               |
| AXS TV (Ter. 20:00; 2 horas)              | 2019–2021    | 174,000 (AXS; 2020 Q1) 147,000 (AXS; 2020 Q2) |
| AXS TV (Ter. 20:00; 2 horas)              | 2021–present |                                               |

## Produção

### Formato
Geralmente, o show apresenta quatro a sete partidas ao longo das duas horas, bem como inúmeras entrevistas e segmentos intercalados entre as partidas. Devido à natureza do negócio de luta livre, os anúncios de mercadorias e os próximos eventos pay-per-view geralmente servem como suportes para os segmentos comerciais.
Quando o programa estava na Fox Sports Net, todas as partidas tinham um limite de tempo (10 minutos para partidas normais de simples e 30 minutos para partidas pelo título) e a Fox Box da rede era usada. No caso de empate no tempo limite, o vencedor era determinado pelo Comitê do Campeonato da NWA, um grupo composto por três estrelas veteranas. Desde que deixou o canal, o Impact Wrestling descartou o conceito de limite de tempo.

### Comentaristas
| Comentaristas                             | Datas                                                                                    |
| ----------------------------------------- | ---------------------------------------------------------------------------------------- |
| Mike Tenay e Don West                     | 4 de Junho de 2004 – 13 de Agosto de 2009                                                |
| Mike Tenay e Taz                          | 20 de Agosto de 2009 – 8 de Novembro de 2012 6 de Junho de 2013 – 19 de Novembro de 2014 |
| Todd Keneley, Mike Tenay e Taz            | 15 de Novembro de 2012 – 30 de Maio de 2013                                              |
| Josh Mathews e Taz                        | 7 de Janeiro de 2015 – 10 de Abril de 2015                                               |
| Josh Mathews                              | 17 de abril de 2015 - 15 de maio de 2015                                                 |
| Josh Mathews e Da Pope                    | 22 de maio de 2015 – 2 de março de 2017                                                  |
| Josh Mathews, Jeremy Borash e Da Pope     | 9 de março de 2017 - 10 de agosto de 2017                                                |
| Jeremy Borash e Josh Mathews              | 17 de agosto de 2017 - 1 de fevereiro de 2018                                            |
| Josh Mathews e Sonjay Dutt                | 8 de fevereiro de 2018 – 19 de abril de 2018                                             |
| Josh Mathews e Don Callis                 | 26 de abril de 2018 - 24 de março de 2020                                                |
| Josh Mathews e Madison Rayne              | 31 de março de 2020 - 12 de janeiro de 2021                                              |
| Matt Striker e D'Lo Brown                 | 19 de janeiro de 2021 - 20 de maio de 2021 22 de julho de 2021 - 6 de janeiro de 2022    |
| Josh Mathews e D'Lo Brown                 | 27 de maio de 2021 - 15 de julho de 2021                                                 |
| Tom Hannifan e D'Lo Brown                 | 13 de Janeiro de 2022                                                                    |
| Tom Hannifan e Various Guest Commentators | 13 de Janeiro de 2022 – 20 de Janeiro de 2022                                            |
| Tom Hannifan e Matthew Rehwoldt           | 27 de Janeiro de 2022 – presente                                                         |

## Personalidades no ar
O show apresenta várias personalidades no ar, incluindo as próprias estrelas, locutores de ringue, "knockouts", comentaristas e figuras de autoridade. O Impact também teve vários segmentos recorrentes no ar hospedados por membros da lista.
| Segmento                                 | Tipo                   | Apresentador                                 | Período Ativo                              | Notas |
| ---------------------------------------- | ---------------------- | -------------------------------------------- | ------------------------------------------ | --- |
| Rough Cut                                | Segmento Entrevista    | Plantel da TNA                               | Fevereiro de 2008-Abril de 2009            | A entrevista em profundidade era sobre a vida de alguém e sua carreira no wrestling profissional. Também usado como um programa de entrevista de vídeo para campanha publicitária e rixas entre dois ou mais lutadores, em algumas ocasiões.                                                                                       |
| $25,000 Fan Challenge                    | Desafio de Wrestling   | Awesome Kong (com Cheerleader Melissa)       | Maio de 2008-Julho de 2008                 | Uma fã entra no ringue para competir com Awesome Kong. Se ela ganhar recebe US $ 25.000 e uma chance pelo Women's Knockout Championship. O concurso terminou com Taylor Wilde a derrotando, fazendo dela a terceira campeã da história.                                                                                            |
| Karen's Angle                            | Segmento Entrevista    | Karen Angle                                  | Julho de 2008-Outubro de 2008              | Karen organizou um segmento entrevista no show. O segmento chegou ao fim quando foi anunciado no Impact! que Karen estava tomando tempo para se concentrar em sua família. |
| O.D.B.'s Angle/Trash Talking with O.D.B. | Segmento Entrevista    | O.D.B.                                       | Novembro de 2008-Dezembro de 2009          | Tomou o lugar de Karen Angle, depois que ela deixou a empresa. |
| Hardcore History 101                     | Segmento Entrevista    | Mick Foley                                   | Fevereiro de 2009-Abril de 2009            | Por trás das histórias da carreira de Foley. |
| Off the Wagon Challenge                  | Desafio de Wrestling   | Beer Money, Inc. (James Storm e Bobby Roode) | Fevereiro de 2009-Abril de 2009            | Desafio aberto pelo World Tag Team Championship do Beer Money, Inc. Se os adversários perderam por pin ou submissão, o lutador que estava pinfado ou submetido é demitido. |
| Double J Double M A Open Challenge       | Desafio de MMA         | Jeff Jarrett                                 | 9 de Dezembro de 2010-6 de Janeiro de 2011 | Um desafio aberto dado por Jeff Jarrett, onde qualquer fã que poderia fazê-lo e apresentar em uma luta de artes marciais mistas, iria ganhar $ 100.000. |
| Championship Thursday                    | Luta por títulos       | Hulk Hogan                                   | 6 de Setembro de 2012-2013                 | Uma vez por mês, um campeonato era colocado em disputa e quatro desafiantes vão se reunir com Hogan, tentando convencê-lo a dar-lhes a chance de título. Um por um, Hogan iria eliminar os adversários, até que ele fazia a sua decisão final logo antes da disputa do título.                                                     |
| Gut Check Challenge                      | Desafio de Wrestling   | Jeremy Borash                                | 26 de Abril de 2012 - 4 de Julho de 2013   | Um desafio realizado uma vez por mês, onde um lutador do circuito independente luta contra um lutador da TNA, com três juízes analisando o combate. Se dois deles votarem positivo, o lutador será contratado. |
| Open Fight Night                         | Desafio de Wrestling   | Plantel da TNA                               | 26 de Abril de 2012-2013                   | Uma vez por mês, todas as lutas no Impact Wrestling são desafios abertos, onde um lutador da TNA pode chamar qualquer outro empregado da TNA (lutador, locutor, Knockout, árbitro); recusar-se a lutar depois de ser desafiado irá resultar em ação disciplinar grave a partir da gestão do Impact, incluindo multas e suspensões. |
| Gail Kim's Open Challenge                | Desafio de Wrestling   | Gail Kim (com Lei'D Tapa)                    | 2013–2014                                  | Gail Kim lançou um desafio para todas as mulheres fora da TNA para vir até a empresa para enfrenta-la. Se Kim fosse derrotada por uma delas, ela daria outro combate, desta vez com o seu Women's Knockout Championship em jogo.                                                                                                   |
| Bram's Open Challenge                    | Desafio de Wrestling   | Antigos lutadores da TNA                     | 10 de junho de 2015–28 de junho de 2015    | Bram desafiou cada lutador do passado da TNA para enfrenta-lo. No Slammiversary XIII, ele derrotou Matt Morgan em uma luta Street Fight naquilo que foi o seu último desafio aberto. |
| Fact of Life                             | Segmento de entrevista | Eli Drake                                    | 26 de abril de 2016–17 de janeiro de 2017  | Eli Drake entrevista membros do elenco do Impact. Usado para instigar e continuar rixas e novas histórias. |